# 남양주시민축구단
남양주 시민 FC(Namyangju Citizen Football Club)은 대한민국 경기도 남양주시에 있었던 축구 선수단이다. 남양주시민축구단이 운영했던 아마추어 축구단이며, 2008년 2월에 창단되었고 2012년에 해단되었다. 남양주종합운동장을 홈 경기장으로 사용하여 챌린저스리그에 참가했다.

## 시즌 결과
| 시즌 | 리그        | 순위 | 경기 | 승 | 무 | 패 | 득 | 실 | 승점 | FA컵 | 기타 | 감독   |
| ---- | ----------- | ---- | ---- | -- | -- | -- | -- | -- | ---- | ---- | ---- | ------ |
| 2008 | K3리그 전기 | 8    | 15   | 7  | 3  | 5  | 31 | 21 | 24   |      |      | 이현택 |
| 2008 | K3리그 후기 | 6    | 14   | 6  | 4  | 4  | 34 | 30 | 22   |      |      | 이현택 |
| 2008 | K3리그 통합 | 6    | 29   | 13 | 7  | 9  | 65 | 51 | 46   |      |      | 이현택 |
| 2009 | K3리그      | 7    | 32   | 17 | 5  | 10 | 79 | 48 | 56   | 진출 |      | 이현택 |

## 스폰서
- 용품: 스타스포츠 (2010-)[3]